# Rolf Ocken
Rolf Theo Ocken (* 26. November 1939 in Braunschweig) ist ein deutscher Generalmajor außer Dienst des Heeres der Bundeswehr.

## Leben
Ocken absolvierte das Abitur in Braunschweig und trat am 21. April beim Feldartilleriebataillon 25 in Braunschweig in die Bundeswehr ein. Bis 1970 war er Batteriechef. Von 1970 bis 1972 absolvierte er den 13. Generalstabslehrgang Heer an der Führungsakademie der Bundeswehr in Hamburg, wo er zum Offizier im Generalstabsdienst ausgebildet wurde. Es folgten Verwendungen als G3 Op des III. Korps im Hauptquartier der Central Army Group, als Bataillonskommandeur des Panzerartilleriebataillons 315 in Wildeshausen, als Referent im Führungsstab der Streitkräfte im Bundesministerium der Verteidigung und als Verteidigungsattaché in Belgrad, Jugoslawien. 1981 wurde er zum Oberst befördert und Referatsleiter IV 1 im Führungsstab der Streitkräfte. Vom 17. März 1988 bis 26. April 1991 war er Brigadekommandeur der Panzergrenadierbrigade 16 „Herzogtum Lauenburg“ in Wentorf bei Hamburg und dabei vom Oktober 1990 bis März 1991 Leiter des Zentralen Auflösungsstabes der ehemaligen Grenztruppen der DDR. Ab dem 27. April 1991 war er Stabsabteilungsleiter IV im Führungsstab der Streitkräfte. Zuletzt war er stellvertretender Amtschef des Heeresamtes in Köln. Mit Ablauf des Dezember 1996 wurde er in den Ruhestand versetzt.
Später war Ocken Beauftragter der Geschäftsführung der Rolls-Royce Deutschland Ltd & Co. KG.
Ocken ist seit 1968 Mitglied bei Corps Teutonia-Hercynia Braunschweig.
Ocken ist evangelisch, verheiratet und hat eine Tochter sowie einen Sohn.

## Auszeichnungen
- Bundesverdienstkreuz am Bande[3]